# Landespavillon
Der Landespavillon Baden-Württemberg wurde zur Bundesgartenschau 1977 am Rande des Mittleren Schlossgartens in Stuttgart errichtet. Er diente als vom Land Baden-Württemberg getragenes Veranstaltungs- und Kommunikationszentrum und hatte das Ziel, „kulturelle und staatsbürgerliche Information volkstümlich zu vermitteln“.
Jährlich fanden in dem „Pavillon“ 250 bis 400 Veranstaltungen statt, darunter Ausstellungen, Konzerte und Theateraufführungen, insbesondere von Amateuren und Laiendarstellern. Der Landespavillon unterstand programmatisch dem Staatsministerium, dann dem Kultusministerium sowie bezüglich Haushalt und Technik dem Landesgewerbeamt.
Anfang der 1990er Jahre wurde die Finanzierung schwierig und der Landespavillon wurde der Stadt Stuttgart zum Kauf angeboten. Der damalige Kulturbürgermeister lehnte ab. 1996 übernahmen zwei Gastronomen das leerstehende Gebäude. Ein Trägerverein organisierte Film- und Theaterveranstaltungen.
Im Zug der Baumaßnahmen zu Stuttgart 21 wurde das Gebäude mit dem auffälligen gelben Zeltdach im August 2012 abgerissen.